# Troldspejlet
Troldspejlet var et dansk tv-program, som havde premiere på DR1 i 1989. Programmets vært var Jakob Stegelmann. Programmets målgruppe er primært børn og unge, og derfor er programmet koblet sammen med DR's B&U-produktion.
Programmet var oprindeligt et magasinprogram, der primært handlede om de nyeste film, computerspil, bøger etc., idet der af og til suppleredes med tilbageblik på en given genre eller serie. Til at begynde med suppleredes der med gamle Superman-tegnefilm. Senere kom der små indslag som Spilværkstedet, hvor spildesignere viste, hvordan man simpelt kunne lave spil i computerprogrammer som Game Maker. Et andet tilbagevendende indslag kaldet Pixels gav seerne en platform til at vise deres hjemmelavede animationsfilm frem.
Programmet har kørt på DR's kanaler siden 1989. Dermed er det på 3. pladsen over programmer, der har kørt længst på DR, kun overgået af TV-avisen (1965) og Søren Ryge Petersens haveudsendelser (1988). Fra starten sendtes programmet på DR1 og efter etableringen af DR Ramasjang i 2009 desuden med genudsendelser der. Fra 9. marts 2013 er programmet flyttet til den nyetablerede kanal DR Ultra sammen med de øvrige programmer for de ældre børn. I 2015 blev programmet ændret fra at være et ugentligt magasinprogram til at være en månedligt temaprogram.

## Troldspejlet & Co.
I august 2019 annoncerede DR at Troldspejlet som koncept ville blive ændret fra at være rettet mod børn og unge til at blive rettet mod voksne. Programmet ville fra efteråret blive flyttet fra DR Ultra til DR2 og ville samtidig skifte navn til Troldspejlet og Co., hvilket skulle signalere at programmet fremover ville få flere medvirkende i form af gæster og “blive en blanding af et magasin og et talkshow til voksne nørder…” Første afsnit af Troldspejlet og Co. havde premiere den 30. november 2019 og løb frem til den 26. marts 2021 og bestod af i alt 30 afsnit.
I maj 2021 rapporterede filmmagasinet Ekko at DR var i gang med genovervejelser omkring Troldspejlet og Co. og at scenografien til programmet var revet ned. Genovervejelserne kom efter et lavere end forventet seertilslutning, omkring 80 og 120.000 seere pr. afsnit, hvor 30% af disse så programmet online på streamingplatformen DRTV.

## Troldspejlet-podcast
Troldspejlet - podcast havde premiere den 8. februar 2018. Podcasten udkommer torsdag i hver anden uge.

## Troldspejlet Special
I september 2021 udtalte DR at man ønskede at gennemtænke Troldspejlet som koncept for at imødekomme DRs digitale omstilling i perioden 2018-2022 og for at producere mere streamingindhold til DRs egen platform, DRTV. DR udtalte at “‘Troldspejlet’ har ligesom meget andet indhold brug for fornyelse for at fungere godt på DRTV. Men ‘Troldspejlet’ er et vigtigt brand for DR nu og har været det gennem årtier..” og udtrykte ønske om at fortsætte programmet under et nyt koncept.
Den 14. oktober 2022 havde Troldspejlet Special premiere. Programmet var tæt på at være tilbage til sin oprindelig form, men med den ændring at hvert afsnit omhandlede et specifik emne, som Spegelmann enten undersøgte selv eller havde en gæst med. Programmet løb frem til 24. maj 2024 og bestod af i alt 28 programmer.